# كريستين ماجنوسون
كريستين ماجنوسون (بالسويدية: Christine Magnusson)‏ هي لاعبة كرة الريشة سويدية، ولدت في 21 نوفمبر 1964 في فورت بورتال ‏ في أوغندا.

## وصلات خارجية
- كريستين ماجنوسون على موقع BWF.tournamentsoftware.com (الإنجليزية)
- كريستين ماجنوسون على موقع BWFbadminton.com (الإنجليزية)
- كريستين ماجنوسون على موقع اللجنة الأولمبية الدولية (الإنجليزية)
- كريستين ماجنوسون على موقع أوليمبيديا (الإنجليزية)
- كريستين ماجنوسون على موقع اللجنة الأولمبية السويدية (السويدية)